# Bulbophyllum bicolor
Bulbophyllum bicolor es una especie de orquídea litofita  originaria de  	 Hong Kong.

## Descripción
Es una orquídea de pequeño tamaño, con hábitos epifita y ocasionalmente litofita con pseudobulbos ovoides, ligeramente surcados que llevan una sola hoja, apical, elíptica, obtusa, estrechándose gradualmente abajo en la  base peciolada. Florece en la primavera en una inflorescencia basal, erecta de 4 cm de largo con algunas flores sostenidas  hacia el ápice en forma de paraguas.

## Distribución y hábitat
Se encuentra en Hong Kong en las rocas y acantilados a lo largo de los arroyos, a elevaciones de 100 a 500 metros.  

## Taxonomía
Bulbophyllum bicolor fue descrita por John Lindley   y publicado en The Genera and Species of Orchidaceous Plants 49. 1830.
Etimología
Bulbophyllum: nombre genérico que se refiere a la forma de las hojas que es bulbosa.
bicolor: epíteto latino que significa "con dos colores".
Sinonimia
- Cirrhopetalum bicolor (Lindl.) Rolfe
- Phyllorchis bicolor (Lindl.) Kuntze
- Phyllorkis bicolor (Lindl.) Kuntze[4][5]